# Орикум
Орикум (на албански: Orikumi) e град в Албания. Населението му е 5503 жители (2011 г.). Намира се в часова зона UTC+1. Пощенският му код е 9426, а телефонния 0391. МПС кодът му е VL.